# Hanti-Mansijsk
Hanti Mansijsk [hánti-mansíjsk] (rusko Ха́нты-Манси́йск) je mesto v Rusiji. Mesto, ki je središče Hanti-Mansijskega avtonomnega okrožja leži ob reki Irtiš. Leta 2010 je imelo 80.151 prebivalcev.
Mesto je leta 2010 gostilo 39. šahovsko olimpijado.

## Geografija

### Podnebje
| Podnebni podatki za Hanti-Mansijsk        | Podnebni podatki za Hanti-Mansijsk | Podnebni podatki za Hanti-Mansijsk | Podnebni podatki za Hanti-Mansijsk | Podnebni podatki za Hanti-Mansijsk | Podnebni podatki za Hanti-Mansijsk | Podnebni podatki za Hanti-Mansijsk | Podnebni podatki za Hanti-Mansijsk | Podnebni podatki za Hanti-Mansijsk | Podnebni podatki za Hanti-Mansijsk | Podnebni podatki za Hanti-Mansijsk | Podnebni podatki za Hanti-Mansijsk | Podnebni podatki za Hanti-Mansijsk | Podnebni podatki za Hanti-Mansijsk |
| Mesec                                     | Jan                                | Feb                                | Mar                                | Apr                                | Maj                                | Jun                                | Jul                                | Avg                                | Sep                                | Okt                                | Nov                                | Dec                                | Letno                              |
| ----------------------------------------- | ---------------------------------- | ---------------------------------- | ---------------------------------- | ---------------------------------- | ---------------------------------- | ---------------------------------- | ---------------------------------- | ---------------------------------- | ---------------------------------- | ---------------------------------- | ---------------------------------- | ---------------------------------- | ---------------------------------- |
| Rekordno visoka temperatura °C            | 40.1                               | 4.5                                | 10.5                               | 25.1                               | 32.0                               | 33.2                               | 34.2                               | 31.6                               | 27.3                               | 20.4                               | 10.8                               | 10.7                               | 40.1                               |
| Povprečna visoka temperatura °C           | −15.2                              | −13.1                              | −3.6                               | 4.1                                | 12.8                               | 20.4                               | 23.0                               | 18.9                               | 12.0                               | 3.6                                | −7.1                               | −12.5                              | 3.6                                |
| Povprečna dnevna temperatura °C           | −19.3                              | −17.2                              | −8.2                               | −0.5                               | 7.8                                | 15.7                               | 18.4                               | 14.6                               | 8.2                                | 0.7                                | −10.4                              | −16.5                              | −0.6                               |
| Povprečna nizka temperatura °C            | −23.3                              | −21.2                              | −12.8                              | −5.1                               | 2.7                                | 10.9                               | 13.8                               | 10.3                               | 4.4                                | −2.3                               | −13.6                              | −20.5                              | −4.7                               |
| Rekordno nizka temperatura °C             | −47.7                              | −44.1                              | −34.1                              | −28.6                              | −14.9                              | −2.8                               | 4.0                                | 0.6                                | −7.5                               | −19.9                              | −41.5                              | −48.5                              | −48.5                              |
| Povprečna količina padavin mm             | 29.9                               | 22.7                               | 25.4                               | 28.3                               | 45.9                               | 58.1                               | 69.9                               | 77.9                               | 56.7                               | 47.4                               | 39.5                               | 35.9                               | 537.6                              |
| Vir: Ханты-Мансийск погода - meteolabs.ru |                                    |                                    |                                    |                                    |                                    |                                    |                                    |                                    |                                    |                                    |                                    |                                    |                                    |